# Uretră spongioasă
Uretra spongioasă (porțiunea cavernosă a uretrei, uretra peniană) este cea mai lungă parte a uretrei masculine și este situată în corpul spongios al penisului.
Aceasta are aproximativ 15 cm lungime și se întinde de la terminația porțiunii membranoase până la orificiul uretral extern.
Începe sub fascia inferioară a diafragmei urogenitale, aceasta trece înainte și în sus în fața simfizei pubiene; și apoi, în stare flacidă a penisului, se îndoaie în jos și înainte.
Este îngustă și de dimensiuni uniforme în întreaga lungime a corpului penisului, măsurând aproximativ 6 diametru mm; este dilatată în spate, în interiorul bulbului, și din nou anterior în interiorul glandului pensisului, unde formează fosa naviculară uretrală.
Uretra spongioasă se întinde pe lungimea penisului pe suprafața sa ventrală. Are aproximativ 15-16 cm în lungime și are traseul prin corpul spongios. Canalele  glandei uretrale (glanda Littre) se deschid aici, la fel și deschiderile glandelor bulbouretrale.  În unele manuale de anatomie uretra spongioasă este împărțită în două părți, uretra bulboasă și pendulantă. Lumenul uretral are un traseu  paralel cu penisul, cu excepția celui mai îngust punct, meatul uretral extern, unde este vertical. Acesta produce un flux spiralat de urină și are ca efect curățarea meatului uretral extern. Lipsa unui mecanism echivalent în uretra feminină explică parțial de ce infecțiile tractului urinar apar atât de frecvent la femei.

## Epiteliul
Columnar pseudostratificat - proximal, scuamatos stratificat - distal.

## Imagini suplimentare

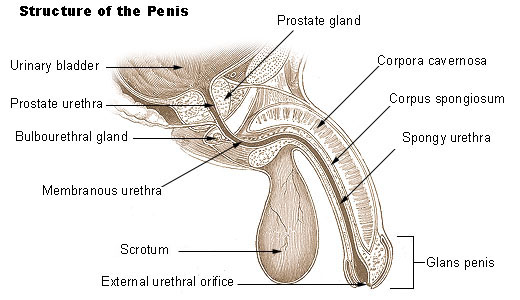
Structura penisului.
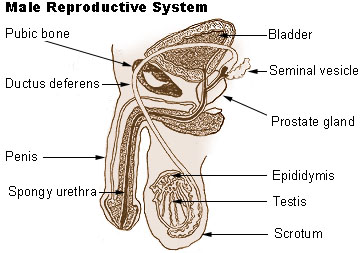
Sistemul de reproducere masculin.